# Józef Gosławski

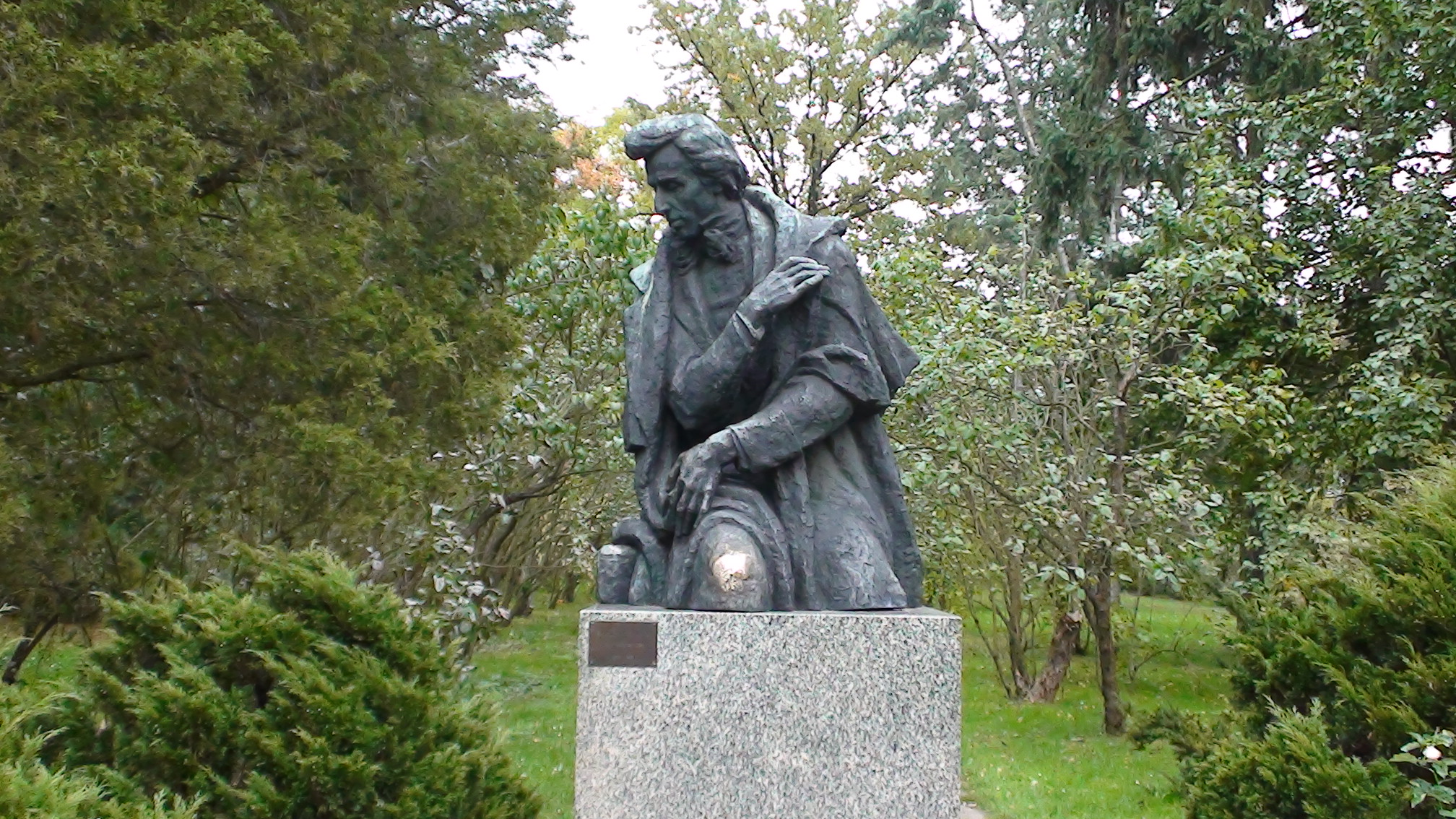
Minnesmärke över Frédéric Chopin i Żelazowa Wola

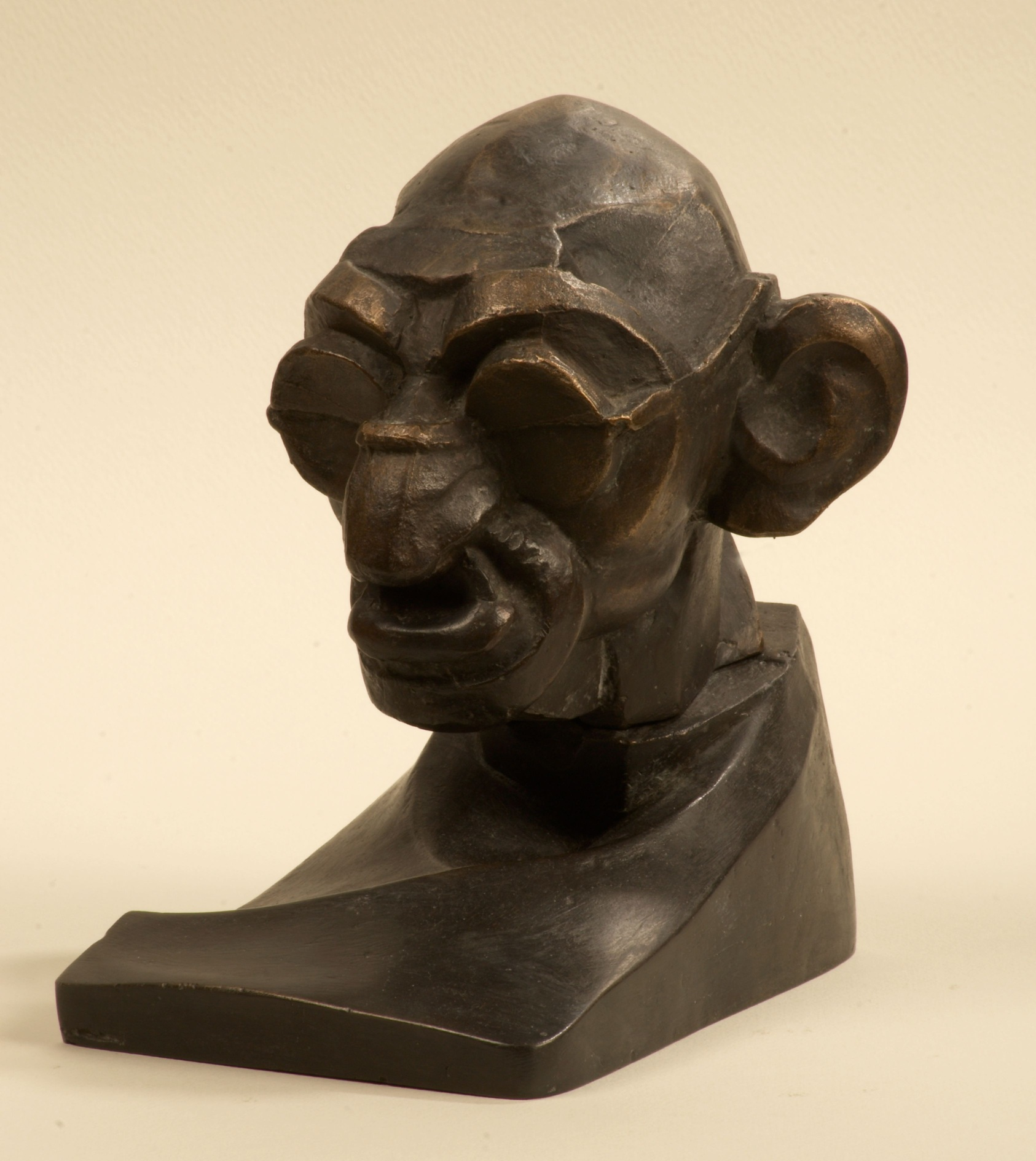
Karikatyr av Mahatma Gandhi

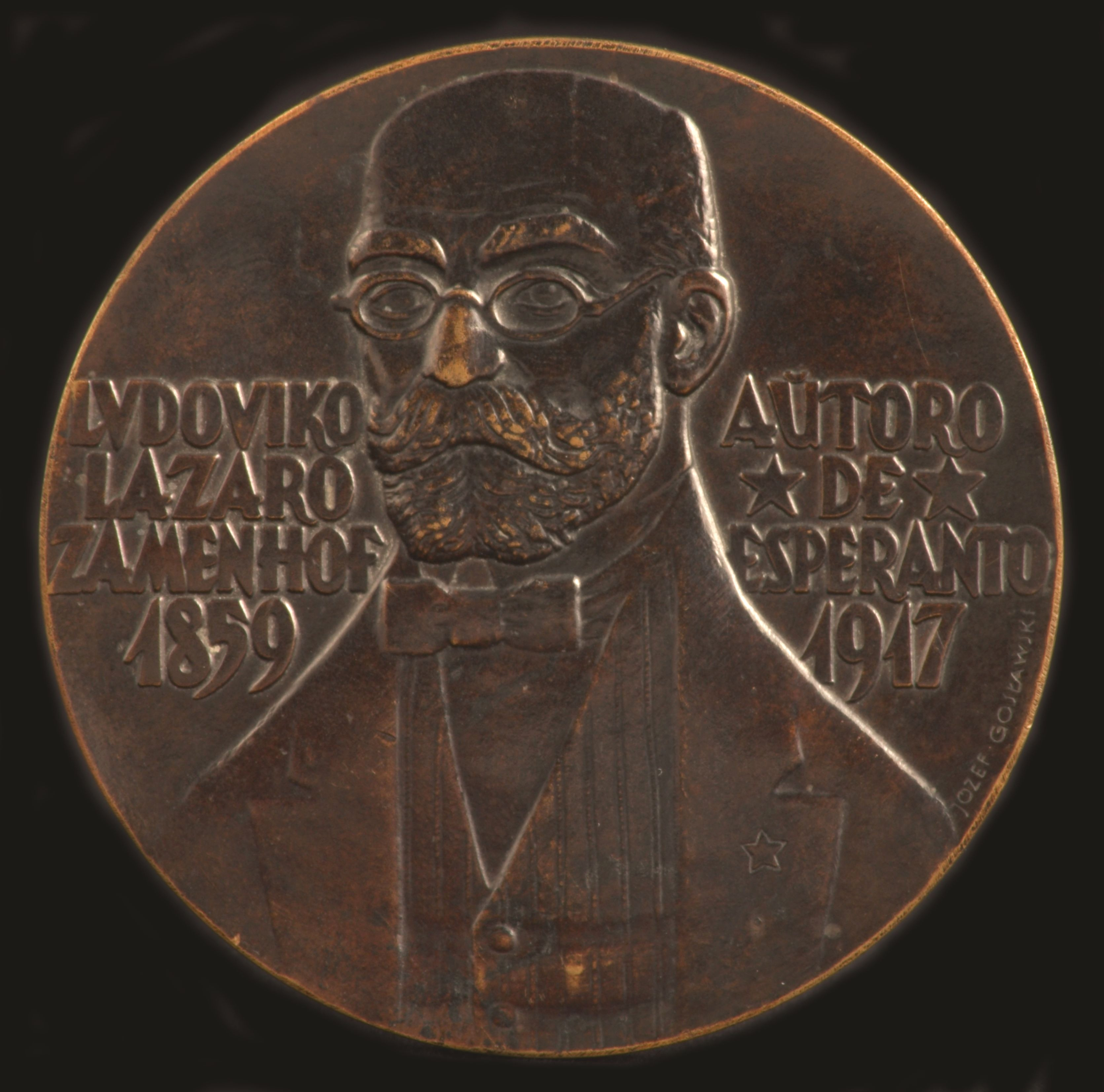
Medalj med Ludwig Zamenhof

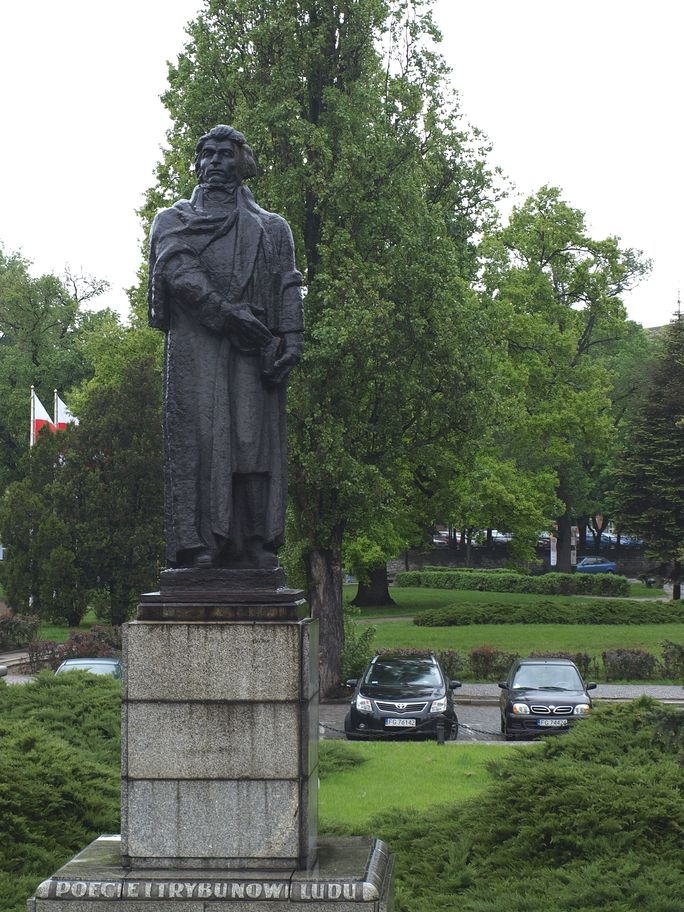
Minnesmärke över Adam Mickiewicz i Gorzów Wielkopolski

Józef Jan Gosławski, född 24 april 1908 i Polanówka, Vojvodskapet Lublin, död 23 januari 1963 i Warszawa, var en polsk skulptör och gravör.
Jan Gosławski  skapade minnesmärken, däribland ett över Frédéric Chopin som befinnar sig i Żelazowa Wola i Vojvodskapet Masovien. Han utförde också mynten (bland annat 5 och 10 złotych) och medaljer. Gosławski var pristagare vid några konsttävlingar och blev tilldelat republiken Polens förtjänstkors i silver (Srebrny Krzyż Zasługi).

## Utställningar

### Separatutställningar
| År        | Stad            | Institution                           |
| --------- | --------------- | ------------------------------------- |
| 1933      | Kraków          | Pałac Sztuki                          |
| 1960      | Budapest        | Ośrodek Kultury Polskiej              |
| 1963      | Warszawa        | Dom Wojska Polskiego                  |
| 1968      | Wrocław         | Rådhus                                |
| 1973      | Warszawa        | Centralne Biuro Wystaw Artystycznych  |
| 1974      | Warszawa        | Galeria Wojskowa DWP                  |
| 1974      | Warka           | Muzeum im. Kazimierza Pułaskiego      |
| 1974      | Bydgoszcz       | Muzeum Regionalne                     |
| 1987      | Lublin          | Muzeum Regionalne                     |
| 1995      | Kazimierz Dolny | Muzeum Nadwiślańskie - Galeria Letnia |
| 1996      | Bolesławiec     | Bolesławiecki Ośrodek Kultury         |
| 1997      | Chełmno         | Muzeum Regionalne                     |
| 2000      | Konin           | Muzeum Regionalne                     |
| 2003      | Warszawa        | Galeria Domu Artysty Plastyka         |
| 2014      | Orońsko         | Centrum Rzeźby Polskiej               |
| 2014/2015 | Warszawa        | Muzeum Rzeźby (Królikarnia)           |

### Grupputställningar

#### Utlandet
| År        | Stat                  | Stad                  | Institution       |
| --------- | --------------------- | --------------------- | ----------------- |
| 1932      | Österrike             | Wien                  | Künstlerhaus Wien |
| 1936      | Italien               | Rom                   | ?                 |
| 1936      | Italien               | Rom                   | ?                 |
| 1950      | Tjeckoslovakien       | Prag                  | ?                 |
| 1950      | Italien               | Rom                   | ?                 |
| 1959      | Italien               | Catania               | ?                 |
| 1959      | Österrike             | Wien                  | ?                 |
| 1963/1964 | Sovjetunionen         | Moskva-Minsk          | ?                 |
| 1964      | Italien               | Arezzo                | ?                 |
| 1965      | Östtyskland           | Berlin-Erfurt-Leipzig | ?                 |
| 1966      | Tjeckoslovakien       | Kralupe               | ?                 |
| 1966      | Bulgarien             | Sofia                 | ?                 |
| 1966/1967 | Ungern                | -                     | ?                 |
| 1967      | Jugoslavien           | -                     | ?                 |
| 1967      | Finland Sverige Polen | -                     | ?                 |
| 1967      | Frankrike             | Paris                 | ?                 |
| 1968      | Sovjetunionen         | Moskva                | ?                 |
| 1969      | Ungern                | Budapest              | ?                 |
| 1971      | Frankrike             | Paris                 | ?                 |
| 1971      | Nederländerna         | Haag                  | ?                 |
| 1972      | Östtyskland           | Berlin                | ?                 |
| 1985      | Tjeckoslovakien       | Prag                  | ?                 |
| 2003      | Österrike             | Wien                  | Leopold Museum    |